# Reserva natural Pichi Mahuida
La reserva natural Pichi Mahuida es un área natural protegida ubicada en el departamento Lihuel Calel, en la provincia argentina de La Pampa. Abarca un área de 4118 ha correspondientes a la ecorregión monte de llanuras y mesetas.
Fue creada mediante la Ley Provincial n.º 1689/96.

La protección de la zona databa del año 1974. Había sido establecida inicialmente mediante el Decreto Provincial n.º 417/74.

## Flora y fauna
La cobertura vegetal de la reserva incluye ejemplares bajos de un bosque bajo de alpataco (Prosopis flexuosa) y caldén (Prosopis caldenia), que alternan con arbustos aislados de jarilla (Larrea divaricata) y las pequeñas (Medicago minima) y alfilerillo (Erodium cicutarium). En el plano inferior aparecen pastizales abiertos de (Stipa tenuis). En el sector que forma la ribera del río Colorado la vegetación incluye chilcas (Baccharis salicifolia), cortaderas (Cortaderia selloana), pastizales de las especies llamadas pasto salado (Distichlis spicata) y "pelo de chancho" (Distichlis scoparia), sauces (Salix humboldtiana) y tamariscos (Tamarix ramosissima).
La fauna de la reserva incluye especies características de la ecorregión y amenazadas como el cardenal amarillo (Gubernatrix cristata) y el águila coronada (Harpyhaliaetus coronatus).
La zona de costa del río Colorado es un área importante para aves residentes y migratorias. En el área de influencia de la relativamente cercana localidad de Cuchillo-Có se ha registrado la presencia de cauquenes comunes (Chloephaga picta) y patos maiceros (Anas georgica), además de varias especies de pájaros cantores.
Hasta el 2016, la reserva carece de plan de manejo.